# Comté de Neshoba
Le comté de Neshoba est un comté de l'État du Mississippi, aux États-Unis. Il comptait 29 087 habitants en 2020. Son siège est Philadelphia.
La foire du comté de Neshoba y est notamment organisée chaque année en été.

## Étymologie
Neshoba est un mot choctaw signifiant « loup ». C'était également le nom d'un chef amérindien local. 

## Histoire
Selon les données recueillies par l'Equal Justice Initiative (en), au moins 5 Afro-Américains ont été lynchés dans ce comté entre 1877 et 1950.   
Le comté est célèbre aux États-Unis pour avoir été le lieu du meurtre de trois militants des droits civiques par le Ku Klux Klan en 1964.

## Comtés limitrophes
|                | Comté de Winston |                 |
| Comté de Leake | comté de Neshoba | Comté de Kemper |
|                | Comté de Newton  |                 |

## Démographie

Pyramide des âges du comté de Neshoba (2000).

Lors du recensement de 2020, le comté comptait une population de 29 087 habitants. 
| Groupes           | Comté de Neshoba | Mississippi | États-Unis |
| ----------------- | ---------------- | ----------- | ---------- |
| Blancs            | 56,8             | 56,0        | 61,6       |
| Autres            | 1,1              | 3,1         | 14,7       |
| Afro-Américains   | 22,0             | 36,6        | 12,4       |
| Métis             | 2,9              | 3,7         | 10,2       |
| Amérindiens       | 17,2             | 0,6         | 1,1        |
| Total             | 100              | 100         | 100        |
|                   |                  |             |            |
| Latino-Américains | 1,5              | 3,6         | 18,7       |